# Эль-Парраль (монастырь)
Эль-Парраль (Эль Паррал, El Parral) — католический монастырь в Сеговии. Основан в 1447 году самым могущественным королевским фаворитом, Хуаном Пачеко, маркизом де Вильена (Juan de Pacheco, Marqués de Villena).
Здания монастыря выстроены в готическом стиле, стилях мудехар и платереско. Первоначальный облик монастыря сложился благодаря архитектору Хуану Гуасу (Juan Guas). Фасад церкви украшают два герба маркиза де Вильена. Алтарь и башня церкви выполнены в стиле платереско в 1528 году.
В монастыре похоронены мать маркиза Беатрис Пачеко (Beatriz Pacheco), сам Хуан Пачеко и его жена, Мария де Портокарреро (María de Portocarrero).
Монастырь Эль-Парраль — последний действующий монастырь ордена иеронимитов. В 2014 году число монахов Эль-Парраля, и, соответственно, всего ордена составляло 11 человек.